# Драган С. Танасијевић
Драган Танасијевић (Београд, 26. април 1959) српски је уметнички фотограф и ђакон Српске православне цркве. Његови радови део су приватних и музејских збирки у Србији и свету.

## Биографија аутора
Машински инжењер је од 1982. Фотографијом је почео да се бави од 1973, а од 1978. је почео да излаже. Основна уметничка као и техничко-технолошка знања је стекао у Фото Савезу Југославије, где је квалификован за инструктора и наставника фотографије 1980. Звање мајстора фотографије је добио 1982. године. Члан УЛУПУДС-а је од 1987. Статус самосталног уметника стиче 1991. Обављао је функцију председника Секције фотографије УЛУПУДС-а од 12. октобра 1995. до 11. новембра 1997. Заступљен је у лексикону „Ко је ко у Србији“.
Звање истакнутог уметника фотографије добио 24. октобра 2002. године. На свом развојном путу фотографа, највише се задржао на портрету као изазову и начину стваралачког изражавања.
Рукоположен је у чин ђакона на Светог великомученика Прокопија 21. јула 2008. године у Саборној цркви и од 31. марта исте године ради у Информативној служби Српске православне цркве у Патријаршији Српској у Београду.
Светлописао је путујући по земљама: Француска, Енглеска, Немачка, Швајцарска, Аустрија, Италија, Шпанија, Мађарска, Румунија, Бугарска, Грчка, Турска, Малта, Тунис, Израел, Јордан, Шри Ланка (Цејлон), од којих су студијска путовања: Корзика (Француска 1987), Шри Ланка 1992, Венеција (Италија 1993), Света гора (Грчка од 1994. до данас), Јерусалим (Израел 2009). Такође је реализовао студијска путовања у Манастир Високи Дечани (1995—1999).
За званичне портрете позирали су му Његове Светости Патријарси српски: Патријарх Герман (1985), Патријарх Павле (1994), Патријарх Иринеј (2010).
У свом атељеу је светлописао портрете редовних, ванредних као и иностраних чланова Српске академије наука и уметности, за потребе библиографског одељења ове установе, од 1995. до 2010. године,
Портретисао је принца Томислава, принцезу Јелисавету, и принцезу Маргариту Карађорђевић, како у свом атељеу, тако и на Опленцу, од 1999. до 2001. године.
У току претходних 39 година бављења фотографијом, учествовао је на преко 880 колективних изложби у земљи и иностранству и добио преко 90 награда и 130 признања, диплома и захвалница. До сада је одржао 56 самосталних изложби. Од 1994. до 2009. одржао је у земљи и расејању преко 100 пројекција дијапозитива о Светој гори Атонској и манастиру Хиландару. Учествовао је у конципирању и жирирању већег броја тематских изложби у земљи и иностранству.
Сталан је сарадник часописа: Православље, Светосавско звонце (од 2007), Православни мисионар (од 2007), Православна Катихета (од 2007), Службени гласник, као и званичних веб презентација Саборне цркве и СПЦ.
Члан је Удружења новинара Србије.
Његове фотографије, поред тога што су драгоцени историјски документ о знаменитим личностима нашег времена, представљају и специфичан уметнички доживљај личности портретисаних.

## Фотомонографије
- Приближавање Хиландару - поводом 800 година непрекидног постојања Манастира Хиландара (1998)[18]
- Чувари Светиње - Манастир Високи Дечани (2000)[19]
- Укрштање – однос вертикале и хоризонтале у вечности (2003)[2]
- Портрети 1994-2005. - 33 године стваралаштва (2005)[20]
- Манастир Крка - монографија[21]
- Патријарх Павле – светлописи 1994—2007.[22]
- Такав нам Архијереј требаше, 2013. –[23]

## Одабране награде
- 1978. ЗЛАТНА МЕДАЉА на републичкој смотри уметничког стваралаштва – Чачак.
- 1985. СМЕЛИ ЦВЕТ за истакнуто уметничко деловање и афирмисаност у фотографији – Србије
- 1986. ЗЛАТНА ПЛАКЕТА ГРАДА БЕОГРАД на 32. октобарском салону уметничке фотографије.
- 1986. Признање ФСЈ поводом 40 година постојања, за осведочени дугогодишњи стваралачки рад и допринос у уметничкој фотографији.
- 1989. Друга награда на 20. Међународном салону уметничке фотографије ВЕНУС Пољска.
- 1995. Двоструко признање Excellent Works на VII Интернационалној изложби уметничке фотографије, Кинеске фотографске асоцијације.
- 1997. Прва награда на 45. републичкој изложби уметничке фотографије у Београду.
- 1993. ГОДИШЊА НАГРАДА ЗА СТВАРАЛАШТВО УЛУПУДС-а.
- 1993. Диплому од удружења УНИЦЕФ-а Србије.
- 1994.  - Горњи Милановац.
- 1998. ПЛАКЕТА на 43. међународном сајму књига за комплетно ауторско дело, фотомонографију Приближавање Хиландару.
- 1998. ГОДИШЊА НАГРАДА ЗА СТВАРАЛАШТВО – УЛУПУДС-а.
- 1999. ГОДИШЊА НАГРАДА ЗА СТВАРАЛАШТВО – УЛУПУДС-а.
- 2000. ПЛАКЕТА на 45. међународном сајму књига за ауторско дело фотомонографију Чувари светиње.
- 2002. године добитник ЗЛАТНЕ ЗНАЧКЕ КУЛТУРНО ПРОСВЕТНЕ ЗАЈЕДНИЦЕ СРБИЈЕ, за несебичан, предан, дуготрајан рад и стваралачки допринос у ширењу културе.
- 2004. Министарство културе и информисања Републике Србије доделило - КАПЕТАНОВУ СПОМЕНИЦУ – за изузетни допринос у развоју и уздизању уметности и културе Дана Петра Радојловића НВО „Мачков камен“ – Крупањ.
- 2013. Специјално признање за фотографију у календару ПАТРИЈАРХ ПАВЛЕ, Издавачки фонд Српске православне цркве Архиепископије београдско-карловачке. Жири 17-е изложбе новогодишњих калемдара за 2013. годину у Новом Саду

## Остала објављена дела – коаутор
(избор)
- Економија науке и образовања, др. Јован Андријашевић (портрет аутора) (1986)[24]
- Прилагођавање привредног система научно-техничком прогресу, др. Јован Андријашевић, (дизајн насловне стране) (1987)[25]
- Склеротични мемоари, Радивоје Лола Ђукић (насловна страна) (1987)[26]
- Дијалектика робе, др. Јован Андријашевић (насловна страна) (1988)[27]
- То сам рекао, Вељко Губерина (1991)[28]
- Творци и тумачи, Милош Кнежевић[29]
- Савремена православна српска уметност, Душан Миловановић (1995)[30]
- Будале једу маглу - Радивоје Лола Ђукић, (насловна страна) (1996)[31]
- Са сликаром Драганом Мојовићем урадио каталог за његову самосталну изложбу (1996)
- Роман о Србији, Божидар Тодоровић (1996)[32]
- Кроз општину Вождовац (1996)[33]
- Балканска пометња, Милош Кнежевић (1996)[34]
- Мисли, Милан Бесарић (1996)[35]
- Љубиша Јовановић, Јохан Себастијан Бах – музика за флауту, ЦД (1997)[36]
- Манастир Хиландар 1198-1998, ЦД (1998)[37]
- Сила крста: Осам векова Манастира Хиландара, ЦД (1998)[38]
- Осам векова Хиландара, Новине београдског читалишта (1998).[39]
- Освећење времена, Велимировић, Николај, Перић, Димшо, ђакон Илић Ненад (1999)[40]
- Бранио сам - књига V, Вељко Губерина (1999)[41]
- Мемоари, принц Томислав (1999)[42]
- Пут у живот, патријарх српски Павле (1999)[43]
- Манастир Хиландар 1198-1998, фотографије на ЦД-у[44]
- Посланица будућима – 800. годишњица манастира Хиландара (1999)[45]
- Драган Стојков: У свету облутака Драгана Стојкова, Драгослав Срејовић (1999)[46]
- Освећење времена - Православна црквена Нова година (2000)[47]
- Храм Светих архангела Михаила и Гаврила у Топлици, Драгољуб Гоцан Аврамовић, Драгољуб Цане Мирковић (2000)[48]
- Победити или нестати, Небојша М. Крстић (2000)[49]
- Хиландар између историје и предања, Зоран Туркан (2001)[50]
- Кутија за писање, Милорад Павић[51]
- Изабране песме, Стеван Раичковић- Грамата – Подгорица (2002)
- Најлепше песме – Стеван Раичковић, Просвета – Београд (2002)
- Хиландар кроз векове, Зоран М. Туркан (2002)[52]
- Христу на дар, Нађа Бранков (2001)[53]
- Кореограф Димитрије Парлић, Милица Јовановић (2002)[54]
- Литургија светог Јована Златустог, Стеван Стојановић Мокрањац, Мушки хор Свети Сава, диригент Предраг Миодраг, трајање CD-a 38:46, Београд (2002)
- Света икона достојно јест и њена чуда у манастиру Месићу, Зоран М. Туркан (2003)[55]
- Српске земље и дијаспора лицем према Хиландару, Миливоје Павловић (2003)[56]
- Обновимо себе - подигнимо Ступове, звучни снимак – ЦД (2005)[57]
- Каталог фототеке САНУ 1948 — 2000 (сарадник)[58][59]
- Гласник Епархије Тимочке, година 11, број 34, Београд (2005). стр. 52.,53,54,55,56,57,60,61
- Аксесоар: Изложба секција за текстил и савремено одевање, УЛУПУДС[60]
- Позитив(но), негатив(но), црвено, Александар Келић, Драган С. Танасијевић, Небојша Бабић[61]
- Црква Рођења светог Јована Крститеља у Београду: (1948—2008), Радован Пилиповић .[62]
- Хиландар[63]
- Доброје, Светислав Алексин Павићевић[64]
- Храм Сабора Српских Светитеља на Карабурми у Београду (1989—2009), Александар Лабан[65]
- Испраћај Патријарха српског Павла - Из смрти у живот[66]
- Патријарх Српски Павле 1914—2009. .[67]
- Устоличење Патријарха Иринеја (2010)[68]
- Устоличење Епископа рашко-призренског г. Теодосија (2010)[69]
- Светлост међу нама, Срећко Радојчић, ЦД/DVD[70]
- Штап патријарха Павла: легенде, Драган Лакићевић[71]
- Од Давича до Челебоновића: улице београдских Јевреја, Радивоје Давидовић[72]
- Његова Светост патријарх српски господин г. Иринеј: година прва[73]
- , Admonton, Alberta, Canada, 24. децембар 2011
- Ми магазин (насловна страна и све фотографије Патријарха Иринеја у часопису), април/мај 2012[74]
- Његова Светост патријарх српски господин г. Иринеј: година друга[75]
- Црква Светога Апостола и Јеванђелиста Марка у Београду, фотомонографија 170 страна, тираж 1500 комада, Баоград (2012)
- Пешке у вечност - Патријарх Српски Павле - изабрани проповеди и интервјуи - превод са српског Ирина Стојичевић – Издање: Српско одељење Међународног Фонда јединства православних народа. Београд 2012. ТИХИ ГЛАС СТИШАВА БУРУ - уводна реч Епископ хвостански г. Атанасије.
- ПАТРИЈАРХ СРПСКИ ПАВЛЕ 1914—2009. - КЊИГА КАЛЕНДАР за 2013.ту годину. Издавачки фонд СПЦ Архиепископије београдско-карловачке. (текст: Протојереј-ставрофор др Владимир Вукашиновић).
- ,, Исусе дај ми све што ми треба" Литургијско прегалаштво Хризостома Столича Епископа жичког, протопрезвитер-ставрофор Владимир Вукашиновић Краљево 2013. поводом четрдесетодневног помена блажено упокојеном епископу жичком, 130 pp. 21 фотографија, штампарија Српске Патријаршије – Београд.
- ,, Свети Сава и Срби крајем 20-тог и почетком 21-вог века" књига илустрација, издавач Патријаршијску Управни одбор 2013-е.
- Манастир Витовница -[76]
- ДВОР ПАТРИЈАРШИЈЕ У БЕОГРАДУ - Проф. др Боривој Анђелковић арх. штампа: Штампарија Издавачке фондације Архиепископије београдско-карловачке, Београд 2013.
- Кнегиња Љубица -[77]
- Његова Светост Патријарх српски г.г. Иринеј ГОДИНА ТРЕЋА - СПЦ,[78]
- СРПСКИ СЛИКАРИ од 14 до 18 века, Бранислав Тодић књига друга Петроварадин: Покрајински завод за заштиту споменика културе; Нови Сад: Платонеум, 2013. Београд: Цицеро Библиотека културно наслеђе.
- Српска Православна Епархија средњоевропска ШЕМАТИЗАМ, 2014. Београд – Химелстир 2014, Протођакон др Дамјан С. Божић Штампарија издавачке фондације СПЦ Архиепископија београдско-карловачка, Београд.

## Радио и ТВ наступи
(избор)
- 1994. ТВ Политика - ГАЛЕРИЈА ТАЈНИ – Биљана Вилимон – Портрети савременика.
- 1998. ТВ Политика - ГАЛЕРИЈА ТАЈНИ – Биљана Вилимон - Хиландар
- 2000. ТВ БК - ДОК АНЂЕЛИ СПАВАЈУ – Марина Рајевић-Савић
- 2000. ТВ Палма – СА БЛАГОСЛОВОМ У ТРЕЋИ МИЛЕНИЈУМ аутори: Милутин Станковић, Душан Миловановић
- 2001. Радио Светигора – Цетиње ВЕЧЕРЊИ ПРОГРАМ ЧЕТВРТКОМ, Сергеј Попратњак
- 2003. ТВ Инфо 24 ТЕМА ДАНА – Култура, Ристић Ј. Ненад
- 2003. ТВ РТС 1 ОВО ЈЕ СРБИЈА - Жика Николић
- 2003. 3К РТС - КУЛТУРА – Сања Рајковић
- 2006. ТВ РТС 1 БЕОГРАДСКА ХРОНИКА – Портрети 1994-2005. исто вече емитовано преко сателита у Европу (05.06.2006.)
- 2006. ТВ РТС 2 БЕО КУЛТ - Портрети 1994-2005. (21.06.2006.)
- 2006. ЈУ радио ЈА САМ БЕОГРАЂАНИН – 18.06.2006. водитељ Љиљана Синђелић – Николић
- Учествовао у склопу серијала ХИЛАНДАРСКЕ ПРИЧЕ од 1994. до 2009. као стручни сарадник и учесник у неким од емисија више пута у току године приказиваних на 2 каналу РТС-а, емитовање за Европу као и у многобројним радио емисијама.

## Завршна беседа на отварању изложбе
(ужи избор)
- Епископ Хризостом Столић у Вршцу: ПОРТРЕТИ ШРИ ЛАНКЕ',' септембар 1996.
- Академик Дејан Медаковић, ГАЛЕРИЈА ПРОГРЕС у Београду: ПРИБЛИЖАВАЊЕ ХИЛАНДАРУ, март 1998.
- Др Слободан Милеуснић у Бајиној Башти: ПРИБЛИЖАВАЊЕ ХИЛАНДАРУ, октобар 1998.
- Епископ Порфирије у Новом Саду: ПРИБЛИЖАВАЊЕ ХИЛАНДАРУ, април 1998.
- Његова Св. Патријарх Павле, Епископ Атанасије, Епископ Артемије, присуствовали отварању изложбе ПРИБЛИЖАВАЊЕ ХИЛАНДАРУ и пројекцији дијапозитива у боји Хиландар Мати Српске духовности у Призрену уз беседу г. Душана Миловановића, од 13. до 27. јула 1998
- Епископ Хризостом у Вршцу: ЧУВАРИ СВЕТИЊЕ, август 1999.
- Проф. Сретен Петковић у Бајиној Башти: ЧУВАРИ СВЕТИЊЕ, октобар 1999.
- Еп. Порфирије у Бачкој Паланци: ПРИБЛИЖАВАЊЕ ХИЛАНДАРУ, август 1999.
- Епископ Иринеј Буловић у Кули: ПРИБЛИЖАВАЊЕ ХИЛАНДАРУ, јун 1999.
- Ректор Призренске богословије, протојереј ставрофор Милутин Тимотијевић у Нишу: ПРИБЛИЖАВАЊЕ ХИЛАНДАРУ, март 2000.
- Епископ Василије Вадић у Сремским Карловцима: ЧУВАРИ СВЕТИЊЕ март 2001.
- Еп. Иринеј - Нишки (сада Патријарх српски) у Лесковцу: УКРШТАЊЕ, фебруар 2004.
- Ректор карловачке богословије, протојереј ставрофор Душан Петровић у Сремским Карловцима: УКРШТАЊЕ, 13. јануара 2004.
- Епископ Јоаникије Мићовић, у Београду, Манастир Ћелије - Калудра, март, Етнографски музеј – Београд, као и у Полимском музеју у Беранама, априла 2007.

## Учествовали на отварању изложби
(избор)
- Задужбина Илије М. Коларца: ПОРТРЕТИ САВРЕМЕНИКА, од 7. до 17. маја 1987. Ђорђе Букилица, Радивоје Лола Ђукић, Бранислав Цига Јеринић, Љубиша Јовановић - флаутиста
- Галерија Београдске банке – Ваљево: ПОРТРЕТИ САВРЕМЕНИКА, Ђорђе Букилица, Мира Алечковић, Стефан Миленковић – пијаниста, мај 1990.
- Галерија „Стара капетанија“ - Земун: ПОРТРЕТИ САВРЕМЕНИКА, Горан Малић, Радивоје-Лола Ђукић, Вељко Губерина, 31. јула до 12. августа 1990.
- Галерија „Сингидунум“ - Кнез Михаилова 40, Београд: ГОСПОДАРИ СВЕТЛА, Братислав Љубишић, од 3. до 22. септембар 1991.
- Музеј примењене уметности - Београд: Портрети Шри Ланке, Ђорђе Букилица
- Галерија „Сингидунум“ – Кнез Михаилова 40, Београд: ПОРТРЕТИ САВРЕМЕНИКА, др Ратко Божовић, .од 26. априла до 9. маја 1994.
- Галерија Музеја града Пријепоља: Портрети Шри Ланке, директор Славољуб Пушица, од 27. маја до 28. јуна 1996.
- Галерија Музеја града Новог Сада: ПРИБЛИЖАВАЊЕ ХИЛАНДАРУ, Епископ јегарски Порфирије, градоначелник града Новог Сада г. др Стеван Врбашки, директор музеја г. Ђорђе Гачић, од 21. априла до 3. јуна 1998.
- Центар за културу Панчево: Из пепела васкрсни, Србијо, Павле Аксентијевић и Радмила Мишев, април 2004.
- Галерија „Прогрес“ - Кнез Михаилова 27, Београд: ПОРТРЕТИ 1994—2005—33. година стваралаштва, Дина Чолић Анђелковић историчар уметности - радио новинар, Душан Миловановић виши кустос Музеја Примењене Уметности у Београду, од 05. јуна до 17. јуна 2006.
- Галерија Музеја града Новог Сада, ПОРТРЕТИ – Видовдан 2006, директор др Драго Његован и Ђорђе Гачић кустос музеја града Новог Сада, Душан Миловановић виши кустос Музеја примењене уметности у Београду[2]

## Поклон збирке
- 2001. Приближавање Хиландару, комплетна поставка од 200 опремљених експоната – Српска православна богословија свети Арсеније, Сремски Карловци.
- 2004. Чувари светиње, 100 експоната - Манастир Високи Дечани
- 2005. Укрштање – однос хоризонтале и вертикале у вечности, 30 комплетно опремљених експоната, Српска православна богословија Свети Арсеније, Сремски Карловци.
- 2006. Портрети 1985—2006., 37 експоната – Музеј српске православне цркве[79], Београд.
- 2006. Хиландар некада, архитектура и портрети некадашњег братства, део изложбе од 21. експоната, Манастир Калудра, код Берана.
- 2009. Портрети савременика , 219 експоната, Историјски музеј Србије, Београд
- 2010. Чувари светиње, 52 експоната – Српско забавиште, Основна школа, Гимназија, Ђачки дом - Никола Тесла, Будимпешта
- 2014. Портрети...... - Фото Савез Србије 46 светлосних записа, јануар

## Галерија
- Патријарх Иринеј
- Митрополит Амфилохије
- Време часног поста
- Комшија